# Llullaillaco
Le Llullaillaco ou Llullay-Yacu est par son élévation le deuxième  volcan actif au monde, après l'Ojos del Salado et constitue le site archéologique le plus haut du monde. Le volcan se trouve dans les Andes à la frontière entre l'Argentine (dans la province de Salta) et le Chili (dans la région d'Antofagasta).

## Toponymie
Son nom vient probablement du quechua Yuyaq yaku, ou « eau trompeuse », nom d'une lagune marécageuse de son piémont oriental argentin (laguna engañosa), et prononcé localement yuyaiyaco, ce qui donne en espagnol llullaillaco. Cette orthographe vient de ce que le ll espagnol se prononce dans la plupart des dialectes comme un y (/j/) (à l'instar du ll de « merveille » en français) — même si, en espagnol d'Argentine, le ll et le y ont encore évolué en j (/ʒ/) voire en ch (/ʒ/).

## Géographie
Il culmine à 6 739 mètres d'altitude.
Il est aussi par son altitude la sixième montagne d'Amérique du Sud, et le sommet le plus élevé de la province de Salta.
Son sommet et ses flancs sont enneigés et présentent des petits glaciers, ainsi que de grandes coulées de cendre et de roches volcaniques. Depuis ses cimes descendent radialement des petits ruisseaux, dont certains alimentent des marécages du côté argentin.

## Histoire

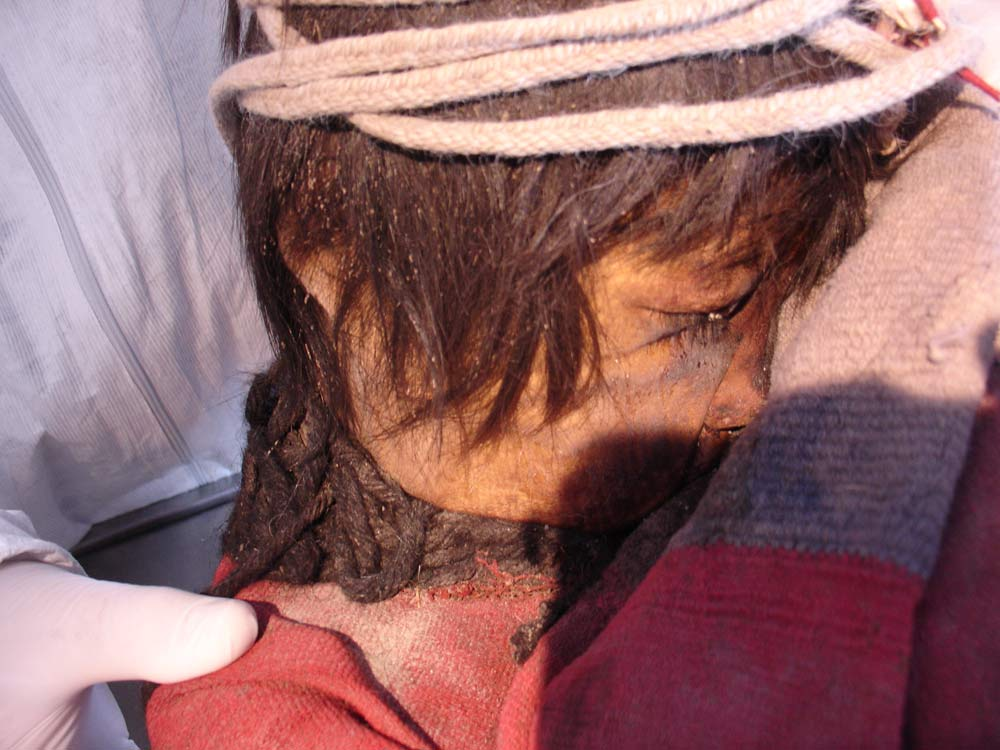
Momies du Llullaillaco à Salta (Argentine).

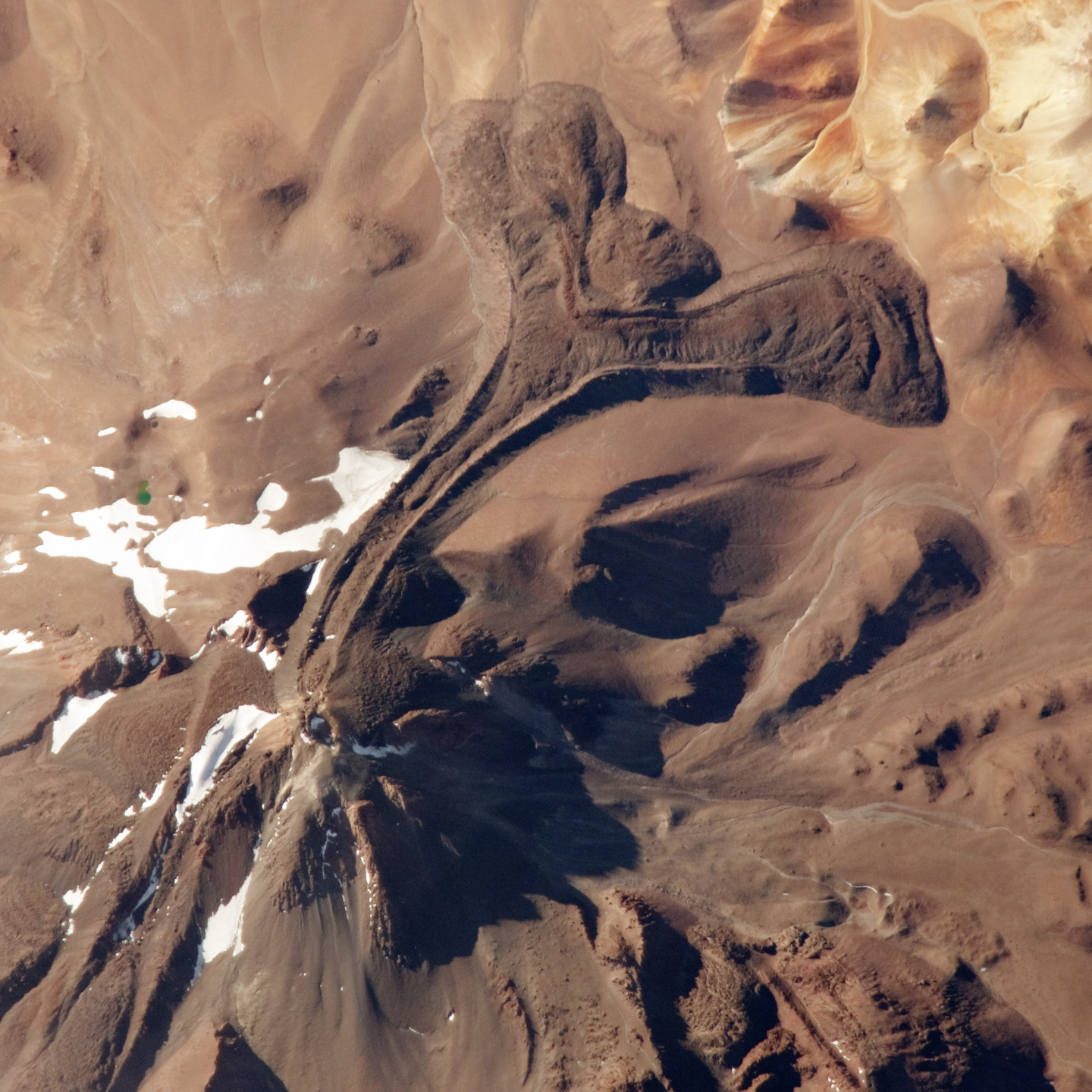
Vue aérienne du Llullaillaco avec une coulée de lave.

Le 1er décembre 1952, Bión González et Juan Harseim sont les premiers Européens à effectuer l’ascension.
Il fut notamment escaladé par le pilote allemand Hans-Ulrich Rudel.
Le volcan est inactif depuis 1877, date à laquelle se produisit la dernière éruption. Mais les références à ce sujet sont fort imprécises.
En mars 1999, on découvrit près de son sommet un cimetière dont on dégagea trois momies, les « momies du Llullaillaco ». Il s'agit des corps d'enfants que les Quechuas ont sacrifiés à ce qu'ils considéraient comme leurs déités, près de 500 ans avant leur découverte et peu de temps avant l'arrivée des premiers conquistadors. Ils ont été momifiés par congélation. Les momies sont aujourd'hui exposées dans le Museo de Arqueología de Alta Montaña (musée archéologique de haute montagne), à Salta.

## Tourisme
L'accès au pied du Llullaillaco se fait au moyen de véhicules ou de mulets. On peut louer ces derniers auprès des habitants des localités du secteur.